# Economía de la religión

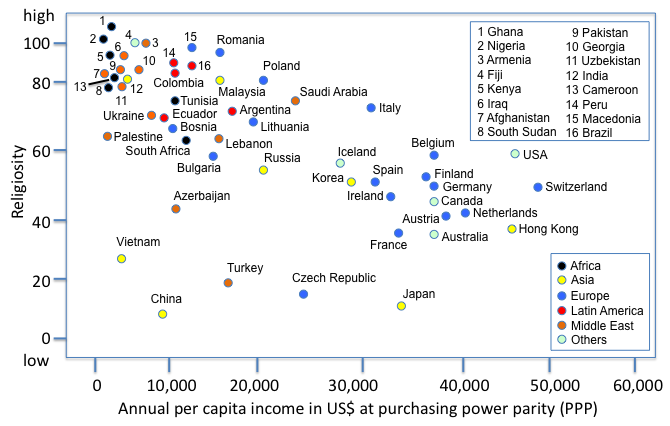
Los ingresos nacionales de los países están correlacionados negativamente con su religiosidad.

La economía de la religión o religión y economía es el campo de estudio interdisciplinario de la ciencia económica y la ciencia de la religión, cuyos métodos y teoría económica se aplican al estudio del comportamiento religioso como agente económico (individual, grupal o institucional) y su relación sociocultural con la economía.

## Antecedentes
Adam Smith estableció de forma pionera la relación económica de la religión en su obra La riqueza de las naciones (1776) al identificar que tienen un comportamiento económico basado en las fuerzas de mercado y en los incentivos del efecto de la competición y la regulación gubernamental (o apoyo) para las denominaciones religiosas en la cantidad y calidad de servicios religiosos.
Posteriormente Max Weber abordaría la relación economía y religión de forma más extensa, identificando como la ética protestante promovió el auge del capitalismo. Otros autores estudian está relación como, R. H. Tawney en su libro «La religión y el surgimiento del capitalismo: un estudio histórico» (1926), Benjamin M. Friedman en su libro «La religión y el auge del capitalismo» (2022) y en «Influencias religiosas en el pensamiento económico: los orígenes de la economía moderna» (2024).
Frank H. Knight y Thornton Ward Merriam en su libro «El orden económico y la religión» analizan las características y diferencias entre dos puntos de vista contrastantes o enfoques sobre la ética económica existentes en ese momento en los Estados Unidos.

## Análisis económico de la religión
Rachel McCleary, reúne por primera vez los principales académicos de la economía de la religión como editora del «Manual Oxford de la economía de la religión» (2011, Oxford Handbooks).

### Economía política de la religión
Rachel McCleary y Robert Barro, pioneros en la sistematización, han desarrollado actualmente la economía de la religión, como se reluce con un enfoque interdisciplinario y hallazgos empíricos en su obra «La riqueza de las religiones» (2019).

### Economía de la empresa de la religión
Las empresas religiosas producen productos o servicios religiosos, por lo que requieren de un marco de análisis económico de los fenómenos económicos-empresariales, tanto en el plano de sus relaciones en la estructura interna de la empresa y de sus actividades, como en el de sus relaciones en la estructura externa, según un comportamiento definido que logre sus leyes de equilibrio. Sus estrategias competitivas, reclutamiento, recaudación de fondos, desembolso de presupuesto, administrar instalaciones, organizar el transporte, motivar a los empleados y difundir su mensaje son parte de las operaciones de una empresa religiosa.

## Economía religiosa o teológica
La economía religiosa o teológica es un tema relacionado que a veces se solapa o fusiona con la economía de la religión. Esta usa principios religiosos para evaluar perspectivas económicas o viceversa.